# Neuvizy
Neuvizy é uma comuna francesa na região administrativa de Grande Leste, no departamento das Ardenas. Estende-se por uma área de 8,62 km². Em 2010 a comuna tinha 117 habitantes (densidade: 13,6 hab./km²).